# Cám Châu
Cám Châu (tiếng Trung: 赣州市 bính âm: Gànzhōu Shì, Hán-Việt: Cám Châu thị) là một địa cấp thị của tỉnh Giang Tây, Trung Quốc.

## Hành chính
Cám Châu được chia ra làm 18 đơn vị hành chính cấp huyện, bao gồm 3 quận, 2 thành phố cấp huyện và 13 huyện
- Quận: Chương Cống (章贡区), Nam Khang (南康区), Cám Huyện (赣县区)
- Thành phố cấp huyện: Thụy Kim (瑞金市), Long Nam (龙南市)
- Huyện: Tín Phong (信丰县), Đại Dư (大余县), Thượng Do (上犹县), Sùng Nghĩa (崇义县), An Viễn (安远县), Định Nam (定南县), Toàn Nam (全南县), Ninh Đô (宁都县), Vu Đô (于都县), Hưng Quốc (兴国县), Hội Xương (会昌县), Tầm Ô (寻乌县), Thạch Thành (石城县)